# Eucalyptus prolixa
Eucalyptus prolixa là một loài thực vật có hoa trong Họ Đào kim nương. Loài này được D.Nicolle mô tả khoa học đầu tiên năm 2000.